# غاري هامر
غاري هامر (بالإنجليزية: Garry Hamer)‏ هو لاعب كرة قدم أسترالية أسترالي، ولد في 13 فبراير 1943.

## وصلات خارجية
- غاري هامر على موقع AustralianFootball.com (الإنجليزية)
- غاري هامر على موقع AFLtables.com (الإنجليزية)